# جون سميث (منافس ألعاب قوى)
جون سميث (بالإنجليزية: John Smith)‏ (و. 1950  م) هو منافس ألعاب قوى، ومدرب رياضي، وعداء سريع أمريكي، ولد في لوس أنجلوس، شارك في الألعاب الأولمبية الصيفية 1972.

## التعليم
تعلم في جامعة كاليفورنيا، لوس أنجلوس
.

## روابط خارجية
- جون سميث على موقع الاتحاد الدولي لألعاب القوى (الإنجليزية)
- جون سميث على موقع اللجنة الأولمبية الدولية (الإنجليزية)
- جون سميث على موقع أوليمبيديا (الإنجليزية)